# Corythucha lowryi
Corythucha lowryi är en insektsart som beskrevs av Drake 1948. Corythucha lowryi ingår i släktet Corythucha och familjen nätskinnbaggar. Inga underarter finns listade i Catalogue of Life.